# Jean Beggs
Jean Duthie Beggs (née Lancaster, le 16 avril 1950) est une généticienne écossaise. Elle est professeure du Royal Society Darwin Trust au Wellcome Trust Centre for Cell Biology de l'Université d'Édimbourg ,.

## Biographie
Beggs est née Jean Duthie Lancaster le 16 avril 1950 de Jean Crawford (née Duthie) et William Renfrew Lancaster . Elle fréquente le Glasgow High School for Girls. Elle est diplômée de l'Université de Glasgow avec un BSc (Hons) en biochimie en 1971  et obtient son doctorat de l'Université en 1974. De 1974 à 1977, elle occupe un poste postdoctoral au Département de biologie moléculaire de l'Université d'Édimbourg, travaillant avec les professeurs Kenneth et Noreen Murray ,. Après avoir reçu une bourse Beit Memorial pour la recherche médicale, Beggs part au Plant Breeding Institute de Cambridge, où il travaille pendant 2 ans. En 1979, elle commence à travailler comme chargée de cours au Département de biochimie de l'Imperial College de Londres. En 1985, Beggs retourne au département de biologie moléculaire de l'Université d'Édimbourg, où elle est nommée professeur de biologie moléculaire en 1999 ,,.
Ses intérêts de recherche portent sur l'épissage de l'ARN .
En 1972, elle épouse le Dr Ian Beggs. Ils ont deux fils .

## Prix et distinctions
Elle est membre de la Royal Society of Edinburgh depuis 1995 , et est élue membre de la Royal Society en 1998 .
En 2003, elle reçoit la médaille Gabor de la Royal Society "pour ses contributions à l'isolement et à la manipulation de molécules d'ADN recombinant dans un organisme eucaryote, ajoutant une nouvelle dimension à la biologie moléculaire et cellulaire" .
Elle reçoit un CBE dans les honneurs de l'anniversaire de la reine 2006 pour ses services à la science .
Elle est vice-présidente de la Royal Society of Edinburgh pour les sciences de la vie de 2009 à 2012.
En 2016, elle reçoit un doctorat honorifique en sciences de l'Université de St Andrews .
En 2018 RNA Society Lifetime Achievement Award .